# Christopher Masterson
Chistopher Kennedy Masterson (Long Island, Nova York, 22 de janeiro de 1980) é um ator norte-americano, talvez melhor conhecido por seu papel como Francis, irmão mais velho de Malcolm, no sitcom Malcolm in the Middle. Seu irmão é o ator Danny Masterson do seriado That 70's Show.

## Biografia
Masterson nasceu em Long Island, Nova Iorque, o filho de Carol, uma gerente, e Peter Masterson, um agente de seguros. Ele atualmente reside em Los Angeles, onde ele dividiu a casa com a namorada Laura Prepon, até o casal se separar no final de 2007. Em 1984 os pais de Christopher e Danny se divorciaram. Sua mãe casou-se em seguida com Joe Reaiche; um australiano que era jogador na Liga de Rugby e tiveram mais dois filhos: o seu meio-irmão Jordânia (Jordy) Reaiche, também é ator e sua meia-irmã, Alanna Reaiche, que apareceu em Malcolm in the Middle e os Jovens e os Retless. O pai de Christopher também casou-se novamente e teve outro filho Will Masterson. O seu pai é atualmente um administrador da vila de Asharoken em Long Island.

### Carreira
Em 2006 fez papeis em dois filmes independentes: Waterborne e Intellectual Property. Waterborne é uma  história de residentes em Los Angeles que tentam lidar com a vida depois de um atentado terrorista contra o seu abastecimento de água. Waterborne teve sua estreia no Southwest Film Festival e ganhou o prêmio de público. Chris inciou Intellectual Property no papel principal e como produtor. Se passa no meio da guerra fria e Masterson interpreta Paul, um inventor que se esforça para proteger suas invenções.
Antes de Waterborne e de Intellectual Property, Chris também estrelou em Scary Movie 2 em que ele interpreta um estudante universitário. Ele também apareceu em Nice Guys Finish Last, um filme dirigido por Robert B. Martin Jr. Outros créditos incluem filmes como My Best Friend's Wedding, American History X, Girl, Cutthroat Island, Dragonheart:A New Beginninig, The Sunchaser e Single.
Créditos adicionais incluem a antológica série de televisão do canal VH1 Strange Frquency, em que ele intepretou Eric Roberts um serial killer, The Road Home e Disney's What's Up? Para a qual atuou como anfitrião.

## Filmografia
| Filmes      | Filmes                       | Filmes                           | Filmes                  |
| Ano         | Título Original              | Título (Brasil)                  | Papel                   |
| ----------- | ---------------------------- | -------------------------------- | ----------------------- |
| 1988        | Hiroshima Maiden             | Hiroshima Maiden                 | Timmy Bennett (para TV) |
| 1992        | Mamma ci penso io            | Mamma ci penso io                | Danny Morris            |
| 1992        | Singles                      | Vida de Solteiro                 | Steve (aos 10)          |
| 1995        | Cutthroat Island             | A Ilha da Gargante Cortada       | Bowen                   |
| 1996        | The Sunchaser                | The Sunchaser                    | Jimmy Reynolds          |
| 1997        | Ecce Pirate                  | Ecce Pirate                      |                         |
| 1997        | Campfire Tales               | Contos da Meia-Noite             | Eric                    |
| 1997        | My Best Friend's Wedding     | O Casamento do Meu Melhor Amigo  | Scotty O'Neal           |
| 1998        | Girl                         | Agito Radical                    | Richard                 |
| 1998        | American History X           | A Outra História Americana       | Daryl Dawson            |
| 2000        | Dragonheart: A New Beginning | Coração de Dragão Um Novo Começo | Geoff                   |
| 2001        | Strange Frequency            | Strange Frequency                | Todd                    |
| 2001        | Nice Guys Finish Last        | Nice Guys Finish Last            | Billy                   |
| 2001        | Todo Mundo em Pânico 2       | Todo Mundo em Pânico 2           | Buddy                   |
| 2002        | Hold On                      | Hold On                          |                         |
| 2003        | Wuthering Heights            | O Morro dos Ventos Uivantes      | Edward                  |
| 2005        | Waterborne                   | Waterborne                       | Zach                    |
| 2006        | Intellectual Property        | Intellectual Property            | Paul                    |
| 2007        | The Masquerade               | The Masquerade                   | Ken                     |
| 2008        | The Art of Travel            | The Art of Travel                | Conner Layne            |
| 2009        | Made for Each Other          | Made for Each Other              | Dan                     |
| Séries      |                              |                                  |                         |
| Ano         | Título                       | Papel                            | Notas                   |
| 1993        | Murphy Brown                 | Avery (aos 13)                   | 1 episódio              |
| 1994        | What'z up?                   |                                  |                         |
| 1994        | The Road Home                | Sawyer Matson                    | 1 episódio              |
| 1994        | Dr. Quinn, Medicine Woman    | Lewis Bing                       | 1 episódio              |
| 1996        | The Client                   | Tommy Powers                     | 1 episódio              |
| 1997        | Touched by an Angel          | Doc                              | 1 episódio              |
| 1998        | The Pretender                | Chris Conti                      | 1 episódio              |
| 1998        | Millennium                   | Landon Bryce                     | 1 episódio              |
| 2001        | Strange Frequency            | Todd                             | 1 episódio              |
| 2002        | That '70s Show               | Todd                             | 2 episódios             |
| 2002        | The Dead Zone                | Todd Paley                       | 1 episódio              |
| 2004        | MADtv                        | Lawyer                           | 1 episódio              |
| 2000 / 2006 | Malcolm in the Middle        | Francis                          | 150 episódios           |

## Prêmios e Indicações
| Prêmios | Prêmios   | Prêmios             | Prêmios                                         | Prêmios               |
| Ano     | Resultado | Premiação           | Categoria                                       | Título                |
| ------- | --------- | ------------------- | ----------------------------------------------- | --------------------- |
| 2000    | Venceu    | YoungStar Awards    | Melhor Elenco Jovem - Televisão                 | Malcolm in the Middle |
| 2001    | Indicado  | Young Artist Awards | Melhor Elenco em Série de TV (Drama ou Comédia) | Malcolm in the Middle |